# پاتاردزئولی
پاتاردزئولی (به لاتین: Patardzeuli) یک منطقهٔ مسکونی در گرجستان است که در کاختی واقع شده‌است. پاتاردزئولی ۲٬۸۲۹ نفر جمعیت دارد و ۸۰۰ متر بالاتر از سطح دریا واقع شده‌است.